# Daniel Genov (calciatore 1989)
Daniel Nedjalkov Genov (in bulgaro Даниел Недялков Генов?; Sofia, 19 maggio 1989) è un calciatore bulgaro, centrocampista del Botev Vraca.

## Palmarès

### Club

#### Competizioni nazionali
- Campionato cipriota di seconda divisione: 1

EN Paralimni: 2017-2018